# Aculaca
Aculaca ist eine osttimoresische Aldeia im Suco Lahomea (Verwaltungsamt Maliana, Gemeinde Bobonaro). 2015 lebten in der Aldeia 1870 Menschen.

## Geographie
Aculaca liegt im Südwesten des östlichen Hauptgebiets des Sucos Lahomea und besteht aus einem Stadtteil der Gemeindehauptstadt Maliana. Die Ostgrenze zur Aldeia Lahomea bildet der Biapelu, ein Nebenfluss des Nunuras. Die Nordgrenze markiert die Überlandstraße von Maliana nach Bobonaro. Auf der anderen Seite befindet sich die Aldeia Maliana, das Zentrum der Stadt. Im Südwesten grenzt Aculaca an den Suco Holsa. Der Sosso, ein weiterer Nebenfluss des Nunuras, folgt hier der Grenze.
In der Aldeia befinden sich die Kirche Santa Cruz, die bis zur Fertigstellung der Herz-Jesu-Kathedrale als Kathedrale des Bistums fungiert, eine Sendeanlage der Telemor und der Sitz des Sucos Lahomea. Der Bischofssitz wurde in den Suco Ritabou verlegt. Die alten Gebäude dienen nun als Bildungsinstitut.

## Politik
2023 wurde Eduardo Lopes zum Chefe de Aldeia gewählt.